# Élections en Somalie

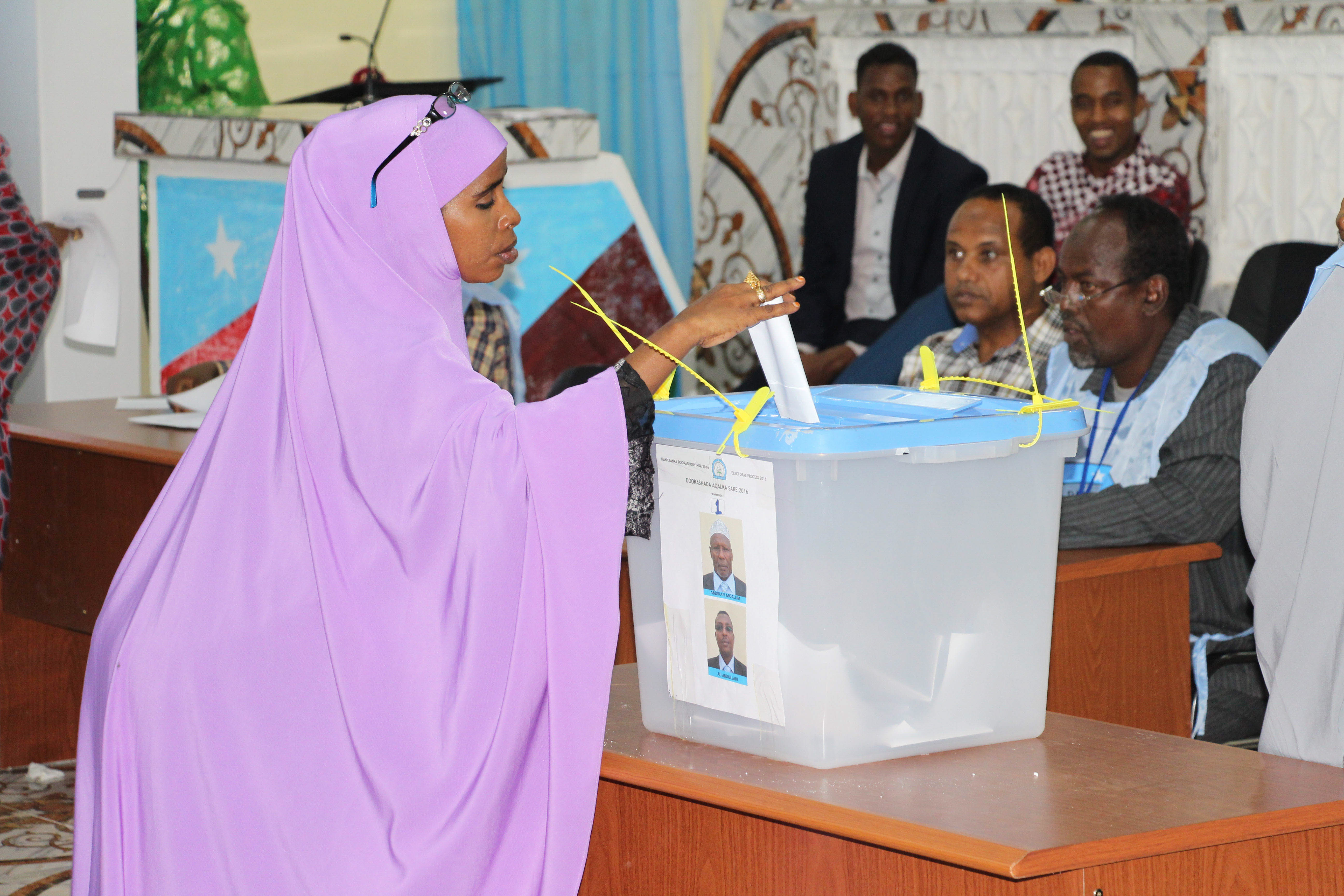
Une membre du Parlement de l'État du Sud-Ouest de la Somalie vote lors des élections de la Chambre haute du Parlement fédéral à Baidoa le 19 octobre 2016.

Les élections en Somalie ont eu lieu sous le régime de l'administration socialiste somalienne dans les années 1980 et font progressivement leur réapparition depuis 2016. Le système électoral du pays est défini par la Constitution de la Somalie.

## Avant la guerre civile
Pendant la période précédant l'arrivée au pouvoir du Conseil révolutionnaire suprême (SRC) en 1969, il existe un certain nombre de partis politiques locaux. Le plus notable de ceux-ci est alors la Ligue de la jeunesse somalie, première organisation politique du pays. En prenant ses fonctions, le Conseil révolutionnaire suprême, dirigé par Mohamed Siad Barre, a mis hors la loi tous les partis politiques existants et a préconisé une forme de socialisme scientifique inspirée par la Chine maoïste et l'Union soviétique.

## Durant la guerre civile
Après le déclenchement de la guerre civile en 1991 qui a vu la chute du régime Barre, la majeure partie des rares partis politiques restants ont cédé la place à des États régionaux autonomes ou semi-autonomes dans la partie nord du pays, ou fragmentés en milices en conflit au sud. Après plusieurs efforts infructueux de réconciliation nationale, un Gouvernement fédéral de transition (GTF) est formé en 2004 avec un mandat menant à l'établissement d'une nouvelle constitution et à une transition vers un gouvernement représentatif. 
En juin 2011, les mandats du Président et des députés ont été prolongés jusqu'en août 2012, après quoi de nouvelles élections devaient être organisées. 
Dans le cadre de la « feuille de route pour la fin de la transition », les responsables du gouvernement somalien se sont rencontrés dans la ville de Garowe, au nord-est du pays, en février 2012 pour discuter de l'organisation post-transition. Après de longues délibérations suivies par des acteurs régionaux et des observateurs internationaux, la conférence s'est conclue par un accord signé entre le président Sharif Sheikh Ahmed, le Premier ministre Abdiweli Mohamed Ali, le président du parlement Sharif Adan Sharif Hassan, le président du Puntland Abdirahman Mohamed Farole et Khalif Abdulkadir Noor, représentant d'Ahlu Sunna wal Jamaa, stipulant que:
- un nouveau parlement bicaméral de 225 membres serait formé, composé d'une chambre haute de 54 sénateurs et d'une chambre basse ;
- 30 % de l'Assemblée nationale constituante (ANC) est réservée aux femmes ;
- le président doit être nommé par une élection constitutionnelle ;
- le Premier ministre est choisi par le Président et celui-ci ou celle-ci nomme ensuite son Cabinet.

Le Parlement compte finalement 275 sièges, dont 61 accordés à chacun des quatre principaux clans tandis qu'une alliance regroupant les clans minoritaire se partage les 31 sièges restants. Les groupes principaux sont les deux factions du Congrès de la Somalie unifiée, le Mouvement national somalien, le Mouvement démocratique somalien et le Mouvement patriotique somalien.

## Élections de 2016 et 2017: fin de la transition?
Les mandats du Parlement et du gouvernement somalien, nommés en 2012, ont expiré en 2016. Le président somalien a promis que les élections législatives de 2016 seraient « libres et honnêtes ». En 2012, seuls 135 anciens faisaient partie du processus électoral. Pour les élections de 2016, le nombre a été porté à 14 025. Seul un suffrage limité a été accordé car le modèle électoral s'appuyait sur les anciens du clan et les représentants de communautés plutôt que sur un scrutin universel.
L'élection présidentielle devait se dérouler le 30 novembre 2016 après les élections législatives mais le scrutin a finalement lieu le 8 février 2017. Bien que qualifié pour le second tour, le Premier ministre sortant Shermarke se retire, demandant aux membres du parlement de voter pour l'alternance. À la suite du second tour, le président Mohamoud se retire également. Mohamed Abdullahi Mohamed, seul candidat pour le troisième tour, est alors élu.
Le 8 février 2017, Mohamed Abdullahi Mohamed « Farmajo » est déclaré président lors d'un passage de pouvoir pacifique après que le précédent président, Hassan Sheikh Mohamoud, a reconnu sa défaite et félicité le vainqueur.